# Tony Sbarbaro
Anthony „Tony“ Sbarbaro (genannt „Spargo“, * 27. Juni 1897 in New Orleans; † 30. Oktober 1969 in Queens, New York City) war ein US-amerikanischer Jazz-Schlagzeuger des New Orleans Jazz.
Tony Sbarbaro spielte bei Ernest Giardina und George Brunies und war von 1915 bis 1925 Mitglied der Original Dixieland Jass Band in Chicago sowie erneut bei ihrer Neubildung für Plattenaufnahmen in den Jahren 1935 bis 1943. Er war auch an Einspielungen von Eddie Condon und Phil Napoleon beteiligt. Danach spielte er u. a. mit Miff Mole, Phil Napoleon, Katherine Dunham, Russell Moore, Tony Parenti sowie Pee Wee Erwin (von 1954 bis 1959) und nahm mit Max Kaminsky und Eddie Condon auf.
Er spielte auch Kazoo.